# Gesi (Gesi)
Gesi is een bestuurslaag in het regentschap Sragen van de provincie Midden-Java, Indonesië. Gesi telt 2654 inwoners (volkstelling 2010).